# Egbert Jan Wolleswinkel
Egbert Jan Wolleswinkel (Renswoude, 2 maart 1950) is een Nederlandse jurist en was secretaris van de Hoge Raad van Adel.

## Biografie
Wolleswinkel is de zoon van veehouder Pieter Wolleswinkel (1918-1998) en Elisabeth van Ommering (1916-1988) en werd geboren en groeide op in het kasteeldorp Renswoude. Hij studeerde van 1969 tot 1974 staats- en administratief recht met rechtsgeschiedenis als keuzevak en aan de Rijksuniversiteit Utrecht waar hij onder andere les kreeg in het verplichte vak oud-vaderlands recht van prof. dr. Johan Philip de Monté ver Loren (1901-1974), ook secretaris van de Hoge Raad van Adel. Na zijn studie rechten volgde hij de postdoctorale opleiding aan de Rijksarchiefschool en werd wetenschappelijk medewerker bij het Iconografisch Bureau en diens opvolger, het Rijksbureau voor Kunsthistorische Documentatie, en redactielid van het genealogisch-heraldisch tijdschrift De Nederlandsche Leeuw. Van 2003 tot 2015 was hij secretaris van de Hoge Raad van Adel, als opvolger van mr. Otto Schutte die sinds 1968 secretaris was. Hij is voorzitter van de historische vereniging ‘Oud-Renswoude’. Op 5 december 2012 promoveerde hij op het Nederlands adelsrecht. Bij zijn afscheidsreceptie als raadssecretaris op 4 juni 2015 werden hem de versierselen opgespeld behorende bij zijn benoeming tot Ridder in de Orde van Oranje-Nassau.